# Marta Wawrzynowicz-Syczewska
Marta Małgorzata Wawrzynowicz-Syczewska (ur. 25 kwietnia 1961) – polska internistka; profesor doktor habilitowana nauk medycznych, prorektor Pomorskiego Uniwersytetu Medycznego w Szczecinie (2012–2016). Specjalistka w dziedzinach chorób wewnętrznych, chorób zakaźnych i transplantologii klinicznej.

## Życiorys
Marta Wawrzynowicz-Syczewska ukończyła Pomorską Akademię Medyczną w Szczecinie (1986). W 1993 doktoryzowała się tamże z medycyny na podstawie pracy Analiza kliniczno-epidemiologiczna wirusowego zapalenia wątroby typu C na tle innych zakażeń nie-A, nie-B (promotor: Krzysztof Marlicz). W 2004 uzyskała habilitację, przedstawiając dzieło Ocena udziału wybranych czynników immunogenetycznych i klinicznych w naturalnym przebiegu zakażenia HCV. W 2011 uzyskała tytuł naukowy profesora nauk medycznych.
Bezpośrednio po ukończeniu studiów rozpoczęła pracę w Katedrze i Klinice Chorób Zakaźnych i Hepatologii PAM. Równolegle praktykowała w Wojewódzkim Szpitalu Zespolonym w Szczecinie: na oddziale chorób wątroby i w poradniach przyszpitalnych – hepatologicznej i transplantologicznej. Kieruje Kliniką Chorób Zakaźnych, Hepatologii i Transplantacji Wątroby Wydziału Lekarskiego PUM. Na uczelni pełni liczne funkcje administracyjne, m.in.: prodziekan ds. studenckich WNoZ (dwie kadencje), prorektor ds. dydaktyki (2012–2016). W szpitalu zaś jest ordynatorką Oddziału Chorób Zakaźnych, Hepatologii i Transplantacji Wątroby.
Odbyła staże zagraniczne: w Malmö (1994); Instytucie Pasteura w Paryżu (1998), King's College Hospital w Londynie (1998/1999); Clichy (2003); Karolinska Universitetssjukhuset w Sztokholmie (2003); Addenbrooke’s Hospital w Uniwersytecie w Cambridge (2011). Opublikowała ponad 140 artykułów naukowych, rozdziałów w podręcznikach akademickich. Wypromowała troje doktorów.
Sekretarz redakcji „Experimental and Clinical Hepatology”, wiceprezeska Polskiego Towarzystwa Hepatologicznego, członkini EASL (European Association for the Study of the Liver) oraz członkini rzeczywista sekcji hepatologicznej Polskiego Towarzystwa Epidemiologów i Lekarzy Chorób Zakaźnych.
Mężatka, ma dorosłego syna. Interesuje się piłką nożną.

## Odznaczenia i wyróżnienia
- 12 nagród naukowych i dydaktycznych indywidualnych i zbiorowych Rektora PAM
- Srebrny Krzyż Zasługi (1998)[3]
- Złota Odznaka Honorowa Gryfa Zachodniopomorskiego (2010)[4]